# 長崎県離島医療圏組合
長崎県離島医療圏組合（ながさきけん りとういりょうけんくみあい）は、長崎県下の離島の医療体制を確保するために、長崎県と、壱岐、五島、対馬の3つの大型離島に位置する市町村が設置した特別地方公共団体（一部事務組合）である。2009年4月1日に長崎県病院事業と統合し、長崎県病院企業団となり、本組合は消滅した。
離島地域における中核的役割を果たす病院の設置・運営や、離島医療の充実のための医師の確保や研修を行っていた。

## 構成団体
- 長崎県
- 壱岐市
- 五島市
- 新上五島町
- 対馬市

## 運営していた病院

### 五島地区
- 有川病院

所在地:南松浦郡新上五島町有川郷2255
病床数:50（一般）
- 上五島病院

所在地:南松浦郡新上五島町青方郷1549-11
病床数:154（一般:150+感染症:4）
上五島地域の中核病院。災害拠点病院に指定されている。
- 五島中央病院

所在地:五島市吉久町205
病床数:304（一般:230+精神:60+結核:10+感染症:4）
五島地域の中核病院。へき地中核病院、災害拠点病院、二次救急輪番制病院に指定されている。
- 富江病院

所在地:五島市富江町狩立499
病床数:55（一般）
- 奈良尾病院

所在地:南松浦郡新上五島町奈良尾郷712-3
病床数:60（一般）
- 奈留病院

所在地:五島市奈留町浦1644
病床数:52（一般）
奈留島唯一の病院。

### 対馬地区
- 上対馬病院

所在地:対馬市上対馬町比田勝630
病床数:95（一般）
二次救急輪番制病院に指定されている。
- 対馬いづはら病院

所在地:対馬市厳原町東里303-1
病床数:208（一般:158+精神:50）
対馬地域の中核病院。へき地中核病院、災害拠点病院、二次救急輪番制病院に指定されている。
- 中対馬病院

所在地:対馬市美津島町け知甲1304-1（※「け」の漢字は、「鷄」のつくりが「鳥」ではなく「隹」のもの）
病床数:139（一般:127+結核:8+感染症:4）
旧・国立対馬病院の運営を引き継いだもの。二次救急輪番制病院に指定されている。
※壱岐地区には経営する病院は無い。